# TB (航空機)
TBは、大日本帝国軍向けに川西航空機が計画した超大型爆撃機。名称の「TB」は「渡洋爆撃機」（Toyou Bakugekiki）の略。川西での社内名は「KX9」。

## 経緯
高い航続性能を持つ二式飛行艇をものにした川西に対し、1943年（昭和18年）夏に内閣企画院（のち軍需省）から米本土爆撃用の大型爆撃機の発注が行われた。この発注に陸海軍は関与しておらず、軍からの試作名称も与えられていないが、TBの計画自体は海軍が軍需省とともに主導している。要求性能は当時陸海軍が計画を進めていた中島飛行機の富嶽と同様のもので、航続距離は22,222 km、米本土爆撃後は一度ドイツ領内に着陸し、燃料補給の後に日本に帰還するというものだった。
川西は東京帝国大学航空研究所（航研）と合同で設計を行うものとし、設計では航研が主体的な立場となった。全体設計は航研の木村秀政教授と川西の技師が担当、主翼の設計は航研の谷一郎教授が、胴体や尾翼は川西側が担当した。設計開始から1ヶ月後には川西と海軍航空技術廠（空技廠）によって2度に渡る全体模型による風洞実験が行われ、好成績を納めている。その後、外形や内部構造の決定を経て、1944年（昭和19年）1月14日に計画がまとまった。風洞実験などの結果を検討した後には、海軍主体の軍関係者に対する説明会が行われたが、軍側から寄せられた質問は速度不足に関する源田実参謀からのもののみであり、説明会に参加した川西の菊原静男設計部長は、軍のTBに対する熱意が感じられなかったと述懐している。
TBの検討は富嶽やキ74、キ91なども交えて繰り返されており、1944年 1月から陸海軍によって最終的な富嶽との比較検討が行われた。同年3月の時点では海軍はエンジン開発の見込みがあるTBを推していたが、最終的には富嶽が選定され、TBの開発計画は消滅した。
なお、TBの発注以前の1942年（昭和17年）12月にも、陸軍から川西に対して米本土爆撃用の遠距離爆撃機の研究が指示されており、1943年1月までに風洞実験が完了している。この研究に要求された主要性能は富嶽およびTBとおおむね同様のものだった。

## 機体
TBは、すでに完成している、あるいは今後確実に完成させられる技術を総合することを設計基本方針とした、既存のエンジンを改造して用いる4発機として計画されており、新規開発の5,000 hp級エンジン6基を搭載する当初の富嶽設計案とは異なり、爆弾搭載量こそ富嶽より少ないものの富嶽と比較すると堅実な機体だった。
エンジンは、三菱重工業製の「ハ43」か中島飛行機製の「ハ45-20」に対し、三段式過給器や吸気冷却器、強制冷却用増速ファンの装着、減速比の変更などといった改造を加えたものを搭載する予定だった。
主翼には谷教授が研究していた空気抵抗を低減できる層流翼型「LB翼」が採用されており、これによって主翼単独での風洞実験では35近い高い揚抗比を記録している。尾翼は安定を維持するのに必要な最小限の面積のみ与えられている。
胴体は空気抵抗軽減のために可能な限り細く設計され、与圧気密室は設けずに機内に液体酸素を放出する方式を取った。主車輪は双車輪式であり、二重になった車輪のうち片方は収納スペース不足のため離陸後に投棄、回収し再使用する。また、離陸時の滑走距離を可能な限り短縮すべく様々な策が講じられており、自動フラップや離陸補助用固体ロケット、電動台車や傾斜滑走路の使用が検討されていた。

## 諸元（計画値）
出典：『富嶽［米本土を爆撃せよ］』 451頁、『巨人機物語』 322 - 328頁。
- 全長：28.0 m
- 全幅：52.5 m[27]あるいは52.4 m[20]
- 主翼面積：220.0 m2
- 自重：26,500 kg
- 正規全備重量：45,000 kg
- 過荷全備重量：74,000 kg
- エンジン：出力1,900 hp × 4
- 最大速度：600 km/h（高度12,000 m時）
- 戦闘高度：12,000 m
- 航続距離：23,700 km[27]あるいは22,224 km[28]
- 武装：
13mm機関砲 × 4（連装 × 1、単装 × 2）
爆弾2,000 kg - 6,000 kg（爆弾倉内）、最大15,000 kg（主翼下面）
- 乗員：6名

## 登場作品

### 小説
『侵攻作戦パシフィック・ストーム』
富嶽を破り、五式長距離陸上攻撃機「剣山」として制式採用されたという設定で登場。史実の計画とは異なり、中島「響二一型」レシプロ（出力3,900 hp）6基と空技廠「TR38」ターボジェット（推力1,950 kg）2基を擁する8発機として完成したとされる。また、前進翼やエンジンの推進式装備を採用した「剣山改」などの発展型も設定されている。
『東の太陽 西の鷲』
日本本土から直接米本土に対する原爆投下を行える長距離爆撃機として試作されたという設定で登場。本来は開発が中止されるはずだったが、自らが考える戦略爆撃の理想形と考えた武部鷹雄大将によって開発が続行されたという設定。最終巻において登場し、物語の幕を引く存在となる。